# Bartomeu Mas i Collellmir
Bartomeu Mas i Collellmir (les Preses, Garrotxa, 1900 — Olot, 1980) fou un pintor català.
Va aprendre l'ofici de la mà de Melcior Domenge a l'Acadèmia Baixas de Barcelona i a l'Escola de la Llotja. En finalitzar els estudis, va començar a treballar coma professor a la mateixa escola de la Llotja el 1929. Més endavant retornaria a la Garrotxa, per a continuar la tasca de professor a l'Escola de Belles Arts, que arribar a dirigir entre 1951 i 1969. Va publicar un tractat de perspectiva. La seva obra és principalment figurativa, on destaca la seva tècnica. És un dels autors dels retrats de la Galeria d'Olotins il·lustres.